# 32191 Bensharkey
32191 Bensharkey este o planetă minoră (asteroid), cu un diametru de 9,389 km, din centura de asteroizi. A fost descoperită pe 4 iulie 2000 la Stația Anderson Mesa de Lowell Observatory Near-Earth-Object Search. 
Obiectul prezintă o orbită caracterizată de o semiaxă mare de 2,6584991 UAi, o excentricitate de 0,06, o înclinație de 0,8506 ° în raport cu ecliptica.